# Religionen in Bad Kissingen

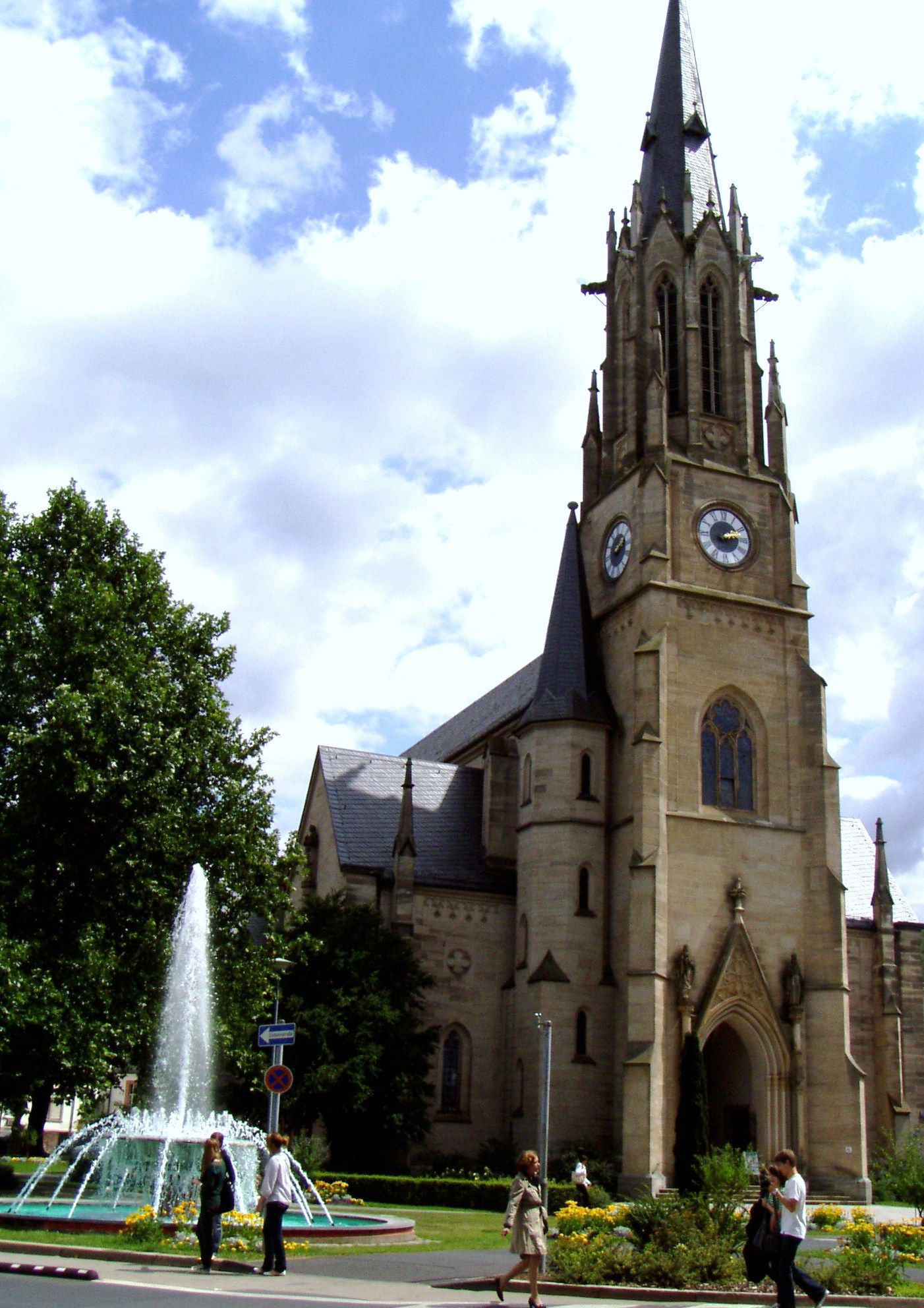
Herz-Jesu-Stadtpfarrkirche

Die Religionen in Bad Kissingen unterscheiden sich in ihrer Geschichte von anderen Städten in ihrem Spektrum, mit der typischen Ausprägung eines Weltbades, vergleichbar mit Baden-Baden. Traditionell ist in Bad Kissingen die römisch-katholische Kirche vorherrschend. Die heutige evangelische Kirche wurde erst im 19. Jahrhundert in Folge der steigenden Zahl evangelischer Kurgäste errichtet. Aus demselben Grund wurden in jener Zeit auch eine anglikanische und eine Russisch-Orthodoxe Kirche errichtet. In Bad Kissingen gab es erste jüdische Einwohner im 13. Jahrhundert.

## Katholische Kirche
Die genauen Anfänge der katholischen Gemeinde von Bad Kissingen liegen im Dunkeln. Für das Jahr 1206 ist die Existenz eines Kissinger Pfarrers namens Symon nachgewiesen. Dieser beanspruchte für sich ein Drittel des Zehnts in Haard, das zum durch den Henneberger Burggraf Godebold II. gegründeten Kloster Veßra gehörte. Als Pfarrer Symon 1207 eine Vorladung der päpstlichen Richter ignorierte, wurde er exkommuniziert. Daraufhin legte er vor den Richtern ein Schuldeingeständnis ab und bat unter anderem durch Leistung einer Bürgschaft erfolgreich um seine Lossprechung.

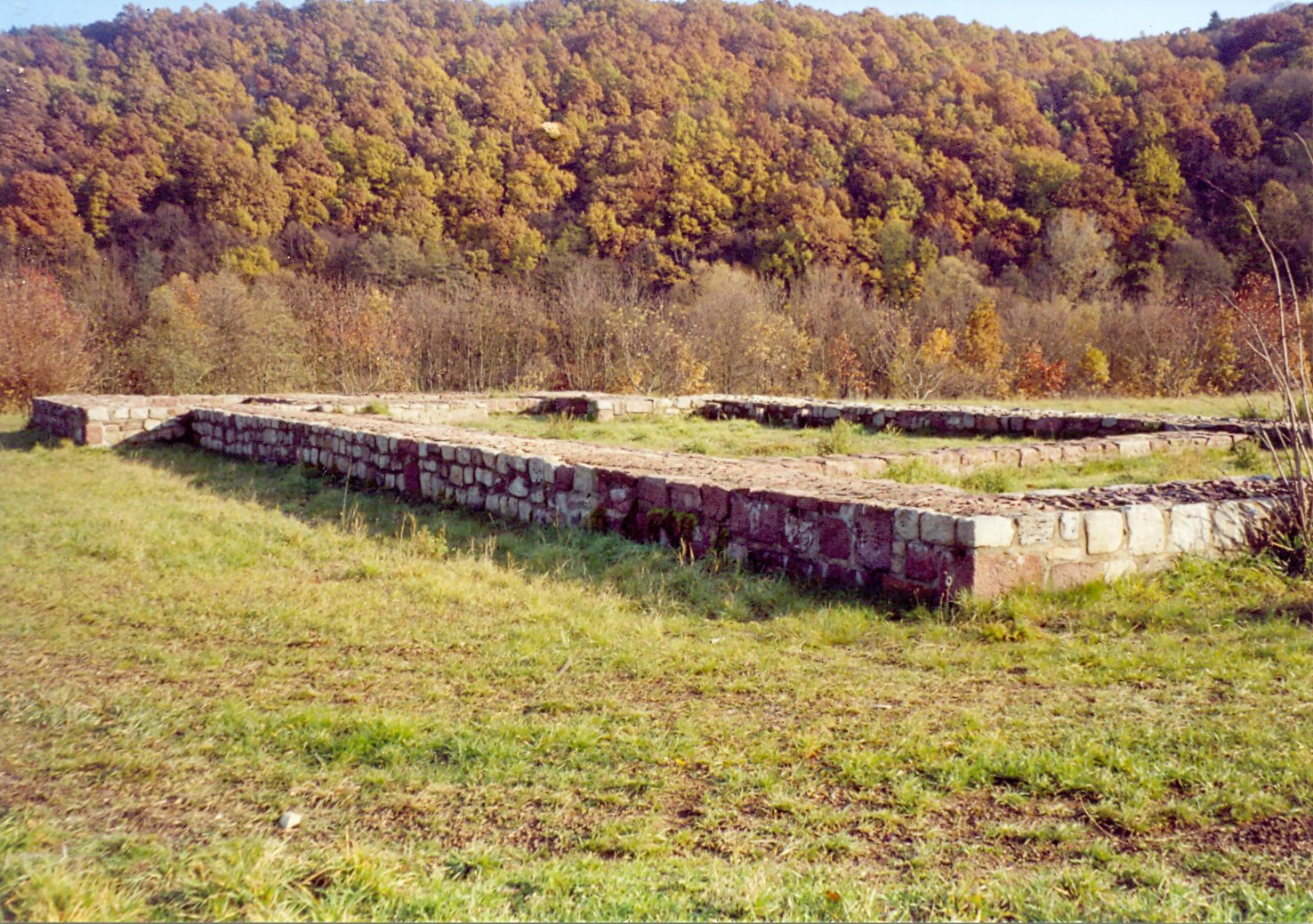
St. Dionysius, einst Kloster Brachau in der Kleinbracher Saaleschleife

In archäologischer Hinsicht befand sich im heutigen Kissinger Stadtteil Kleinbrach das erstmals für das Jahr 823 verbürgte St. Dionysius-Klösterchen, dessen Grundrisse bei archäologischen Ausgrabungen durch das Bayerische Landesamt für Denkmalpflege zwischen 1989 und 1991 rekonstruiert wurden. Auch in der 1122 erstmals erwähnten und 1394 verlassenen Wüstung Bremersdorf befinden sich Spuren einer Kirche. Im Jahr 1161 entstand im damaligen Dorf und heutigen Bad Kissinger Stadtteil Hausen das von Graf Heinrich von Henneberg gegründete, heute noch erhaltene, aber nicht mehr als Kloster genutzte Prämonstratenserinnenkloster Hausen.

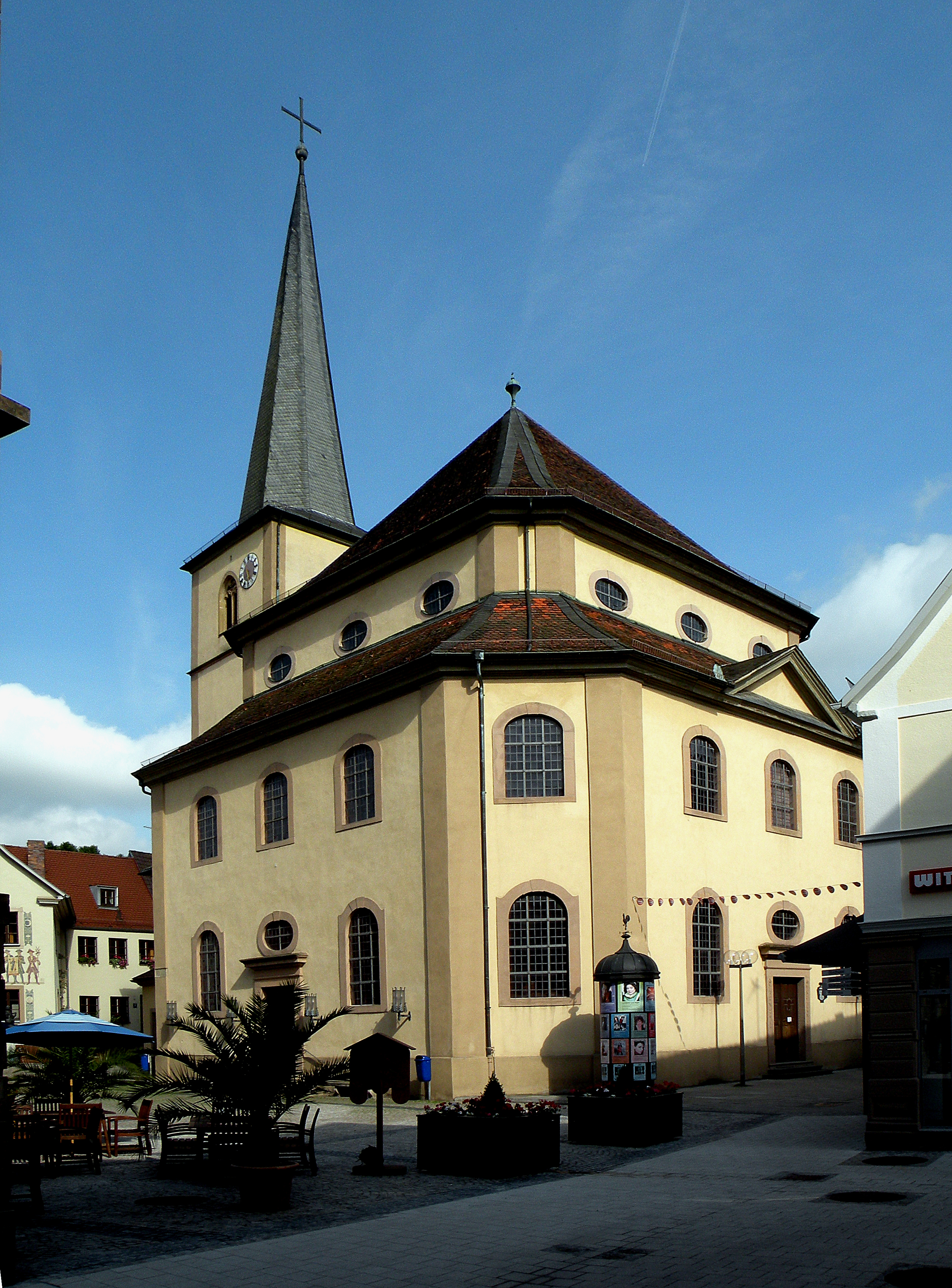
Jakobuskirche
(um 1400/17. Jh.)

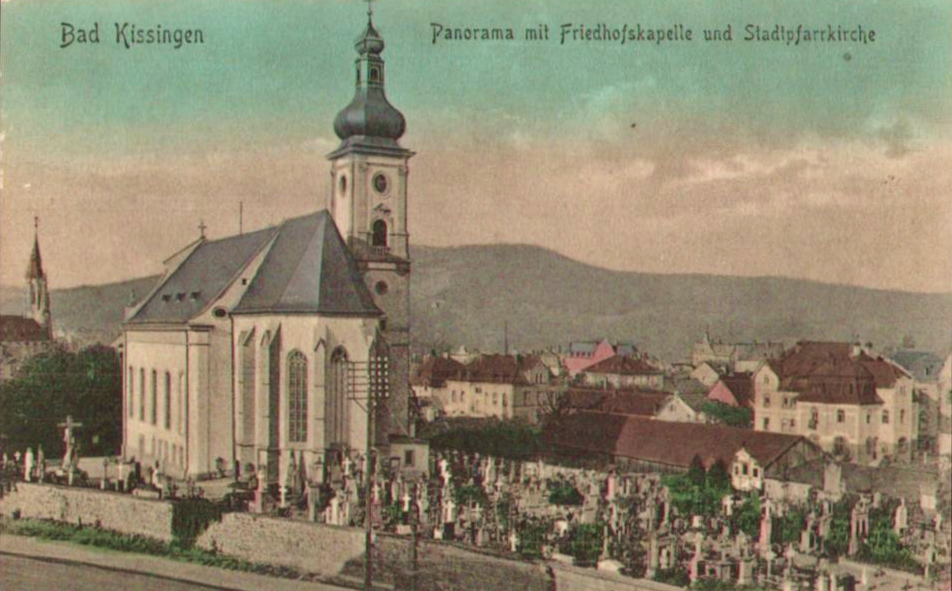
Marienkapelle am Kapellenfriedhof, links kath. Stadtpfarrkirche, um 1900

Die erste konkrete Spur einer Kissinger Pfarrei ist eine Urkunde aus dem Jahr 1286, in der von einer neu errichteten Kirche die Rede ist; jedoch ist unklar, ob sich diese Angabe auf die Jakobuskirche oder die Marienkapelle bezieht. Die ersten sicheren Nachweise für beide Kirchengebäude datieren aus den Jahren 1341 für die Jakobuskirche und 1348 für die Marienkapelle. Ebenfalls von 1348 stammt die erste bekannte Erwähnung des zur Marienkapelle gehörenden Kapellenfriedhofs. In einer Münnerstädter Klosterurkunde vom 30. April 1357 sind mit der Kirche der seligen Jungfrau Maria, der des heiligen Jakobus und der Kirche der seligen Jungfrau Katharina drei Gotteshäuser in Kissingen genannt.
Im Jahr 1394 kam die Pfarrei zum Hochstift Würzburg und war ab 1429 Teil des Archidiakonats Münnerstadt. Im Rahmen der Umstrukturierungen der Pfarrsprengel unter Fürstbischof Julius Echter von Mespelbrunn im Jahr 1588 wurde auch die Pfarrei Kissingen verkleinert und bestand nur noch aus den Gemeinden Arnshausen, Botenlaube, Garitz, Hausen, Kleinbrach, Reiterswiesen und Winkels; Hintergrund war, dass die Pfarrer vor der Verkleinerung der Pfarrei zur Versorgung der Gläubigen allzu große Entfernungen zurückzulegen hatten. Ab 1574 hielt der vom Bischof eingesetzte Geistliche Rat jährliche Versammlungen der Pfarrer ab, auf denen kirchliche Angelegenheiten geregelt wurden.
Aus Rechnungen des 16. und 17. Jahrhunderts ist die Existenz einer dem Papst Urban I. gewidmeten Bruderschaft bekannt. Der letzte diesbezügliche bekannte Nachweis der Bruderschaft stammt aus dem Jahr 1687.
Bereits 1629 versuchte Stadtpfarrer Melchior Pistorius, in Bad Kissingen erneut eine Skapulierbruderschaft zu gründen. Dazu wies er nach, dass in Bad Kissingen bereits eine solche Vereinigung bestanden hatte und begründete den Bedarf für eine Neugründung, dass die ehemalige Bruderschaft, »alß die Statt Kissingen zum Lutherthumb sich begeben in abgang gerathen und in eller (verödet) liegen blieben«. Doch gelang die Neugründung erst nach dem Dreißigjährigen Krieg im Jahr 1658 unter Stadtpfarrer Johannes Seuffert mit Hilfe des Karmelitenklosters in Neustadt/Saale. Zum Ziel der Wallfahrten der Skapulierbruderschaft wurde die Marienkapelle. Zum Tag für das Skapulierfest wurde der 22. Juli, Gedenktag von Maria Magdalena, festgelegt. 1854 initiierte Dietz die Gründung einer Vierzehnheiligen-Bruderschaft, die Gründung erfolgte am 1859.

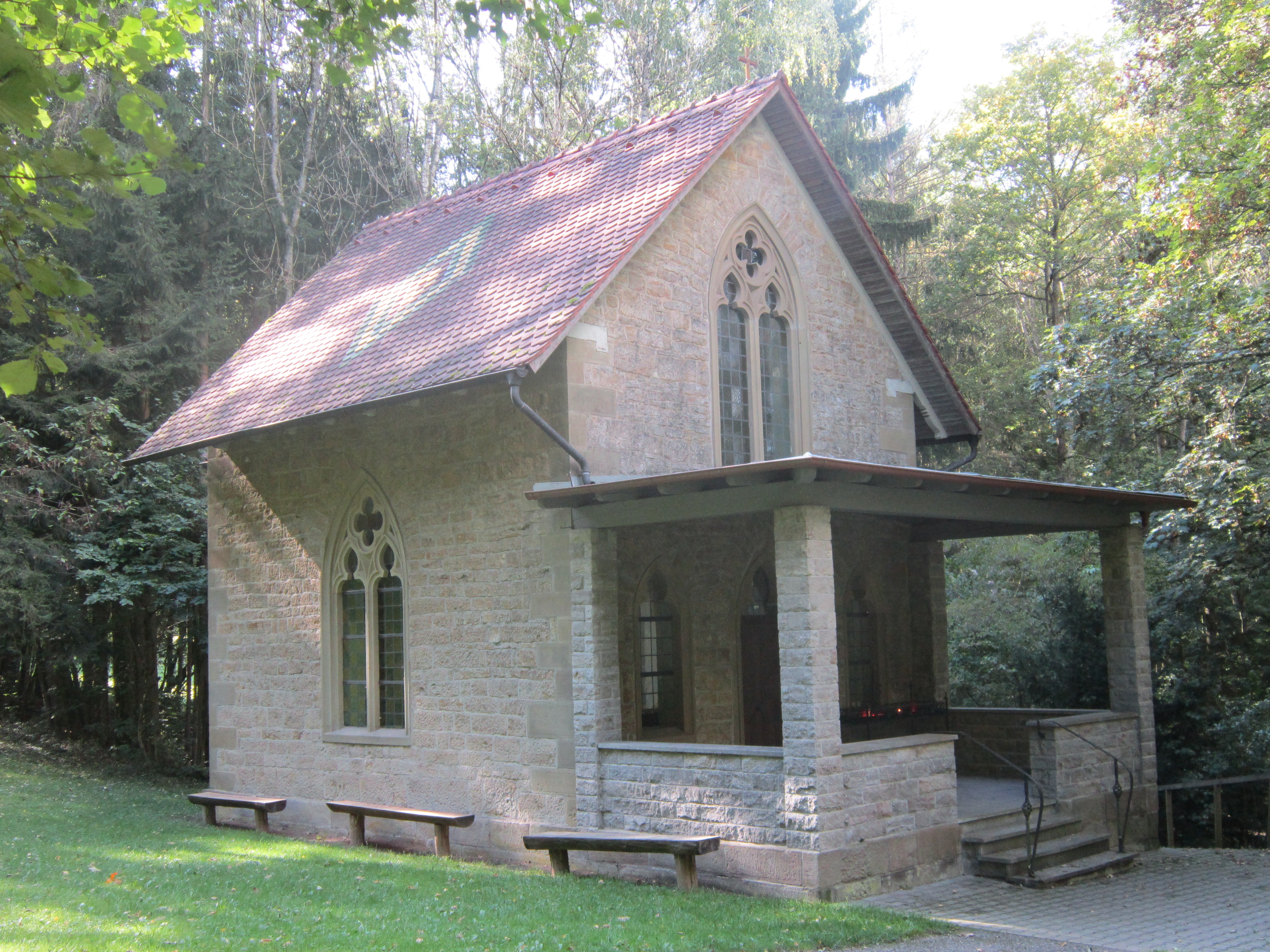
Der Terzenbrunn, an der Grenze zu Oerlenbach an B 286 nach Schweinfurt

1861 entstand am Terzenbrunn im heutigen Stadtteil Arnshausen ein Kapellenneubau wegen des zu kleinem Vorgängerbaus. Wegen zunehmender Zahl katholischer Kurgäste wurde Ende des 19. Jahrhunderts die Herz-Jesu-Stadtpfarrkirche errichtet; die Genehmigung zum Bau erteilte Ludwig II. nach mehreren Anträgen erst im Jahr 1881. Der Status der Pfarrkirche ging von der Jakobuskirche auf die Herz-Jesu Stadtpfarrkirche über.
Die begrenzten Kapazitäten des Kapellenfriedhofs machten in den Jahren 1855 und 1890 Erweiterungen nötig. Parallel dazu wurde 1871 die Anlage eines neuen Friedhofes am Sinnberg geplant; der Bau begann 1933, doch erst 1936 konnte der Parkfriedhof eingeweiht werden. Bereits 1906 wurde nahe dem jetzigen Parkfriedhof eine Madonnen-Großskulptur von Valentin Weidner aufgestellt, die vorher Bestandteil der Villa Rosenhügel am Altenberg gewesen war.
Am 30. Juli 1907 entstand nach dem Vorbild von Adolph Kolping der Katholische Gesellenverein Bad Kissingen, der neben Werten wie Tugend und Arbeitsamkeit auch Unterhaltung und Frohsinn zum Inhalt hatte. So entstand im Jahr 1960 die Gruppe „Närrische Gesellschaft“ zur Abhaltung von Karnevalssitzungen. Ein Angebot von beruflichen Weiterbildungskursen und die Wanderfürsorge für reisende Gesellen wurden in die Aktivitäten des „Gesellenvereins“ aufgenommen. In den 1930er Jahren fanden mehrere Wechsel des Vereinslokals statt; erst 1945 fand der Verein im Pfarrheim eine feste Unterkunft. Die Vereinsarbeit musste wegen Beeinträchtigungen durch die NSDAP eingestellt werden, konnte aber nach dem Zweiten Weltkrieg erneut aufleben.
Im Jahr 1911 entstand unter Pfarrer Friedrich Roth in Bad Kissingen ein „Lehrlingsverein“, der die Freizeitgestaltung jugendlicher Schulabgänger zum Ziel hatte. 1922 spaltete sich der Lehrlingsverein in eine Faust- und eine Fußballabteilung. Im Jahr 1925 kam es im Verein zu einer Krise, woraufhin dieser sich auflöste, 1930 aber neu gegründet wurde. Ein Jahr später kam es zu einer Umstrukturierung, als der Verein begann, sich nicht nur um die Freizeitgestaltung der Jugendlichen, sondern auch um deren Hinführung zu Glauben und Kirche zu kümmern, was in der Zeit des Nationalsozialismus von Bedeutung werden sollte. Nach 1945 wurde unter Dekan Josef Stürmer ein Jugendheim errichtet.
Unter dem Eindruck der Arbeiterfrage entstand im Jahr 1918 der Katholische Arbeitnehmerverein Bad Kissingen. Im Dritten Reich fiel der Verein unter den Schutz des Reichskonkordats von 1933, solange er sich religiösen, kulturellen und karitativen Zwecken widmete und sich weder politisch noch gewerkschaftlich betätigte. Im Jahr 1957 wurde der Verein in „Katholische Arbeitnehmer-Bewegung“ umbenannt und begann, die Erinnerung an die päpstlichen Sozialenzykliken wachzuhalten.
Unter Stadtpfarrer Albert Susann wurde am 8. Dezember 1926 der „Katholische Frauenbund“ Bad Kissingen gegründet, der sich an den Idealen der Hl. Elisabeth von Thüringen orientierte und sich u. a. der Unterstützung der Armen verpflichtete. So ließ der Frauenbund in der Krisenzeit der 1930er Jahre Arbeitslosen umfangreiche Hilfe in Form von Gutscheinen zukommen. In der Zeit des Dritten Reiches wurde die Tätigkeit des Frauenbundes zunächst geduldet, solange diese sich auf die Unterstützung älterer und kranker Menschen beschränkte und politische Themen außen vor blieben. Ab 1938 wurde der Bund immer strenger überwacht; die Mitgliederzeit sank stetig. Ein Neustart der Aktivitäten des Frauenbundes erfolgte erst im Jahr 1947.
Unter Stadtpfarrer Albert Susann entstand im heutigen Bad Kissinger Stadtteil Winkels die St.-Bonifatius-Kirche.
| Name                                                                                | Tätigkeit                              |
| ----------------------------------------------------------------------------------- | -------------------------------------- |
| Symon, presbyter de Kyzeche                                                         | 1205; 1207/1208                        |
| Conrad, plebanus in Kizege                                                          | 1286 März 2; 1300; 1313                |
| Johannes                                                                            | 1341                                   |
| Andreas de Helderic (von Heldrit)                                                   | 1384–1400                              |
| Heinrich Tanne de (v. d. Tann)                                                      | 1400 XI. 8                             |
| Johann Ubel(e)                                                                      | 1402 XII. 5                            |
| Johann Goswin                                                                       | 1403–1405                              |
| Heinrich Übelin (rect. par. eccl.)                                                  | 1405 III. 5                            |
| Johann Dellich, viceplebanus                                                        | 1421 V. 27                             |
| Johann Werner                                                                       | 1488 XI. 19                            |
| Kilian Passauer (rect. par. eccl.)                                                  | 1490 II. 19                            |
| Johannes Wüst, wegen seiner Unterstützung der Bauern im Bauernaufstand hingerichtet | 1524 I. 29                             |
| Jakob Niclaus(en)                                                                   | 1530 II. 26 – 1542 (†)                 |
| Johann Mor                                                                          | 1542 IX. 25                            |
| Johann Müller (Möller)                                                              | 1553–1554                              |
| Dekan Andres Siegman(n)                                                             | 1555 VI. 2 – 1580                      |
| Johannes Philesius                                                                  | 1584–1586                              |
| Johannes Weinrichius                                                                | 1587                                   |
| Johannes Büchs                                                                      | 1587–1594                              |
| Pfarrverweser Wolfgang Scharf(f)                                                    | 1594–1599                              |
| Georg Hofman(n)                                                                     | 1600–1624                              |
| Sacellanus Sebastian Ortloff                                                        | 1619                                   |
| Melchior Pistor                                                                     | 1615–1622 (Kaplan) 1625–1635 (Pfarrer) |
| Michael Forndran                                                                    | 1635 (drei Monate lang Pfarrer)        |
| Melchior Pistor                                                                     | 1635–1639                              |
| Michael Forndran                                                                    | 1639–1647                              |
| Joan Hohman(n)                                                                      | 1647–1657                              |
| Joannes Seuffert                                                                    | 1657–1669                              |
| Conrad Behr (Dekan)                                                                 | 1669–1685                              |
| Joannes Georgius Schunck                                                            | 1686–1700                              |
| Johann Laurentius Helbig (Dekan)                                                    | 1700–1718                              |
| Georg Wielez                                                                        | 1718–1724                              |
| Adam Seydel                                                                         | 1724–1726                              |
| Johann Georg Plaz (Platz)                                                           | 1726–1729                              |
| Dekan Johann Molitor                                                                | 1729–1775                              |
| Dekan Caspar Wehner                                                                 | 1775–1789                              |
| Joann Adam Huberth                                                                  | 1789–1809                              |
| Andreas Greis (Greys)                                                               | 1810–1819                              |
| Josef Morsch                                                                        | 1819–1826                              |
| Pfarrverweser Johann Kaspar Schmitt                                                 | 1826–1828                              |
| Dekan Peter Bauer                                                                   | 1828–1835                              |
| Georg Joseph Jüngling                                                               | 1835–1854                              |
| Dekan Anton Joseph Gutbrod                                                          | 1854–1870                              |
| Dekan Andreas Dietz                                                                 | 1871–1886                              |
| Joseph Krug                                                                         | 1886–1895                              |
| Friedrich Roth                                                                      | 1895–1926                              |
| Albert Susann                                                                       | 1926–1945                              |
| Dekan Josef Stürmer                                                                 | 1945–1961                              |
| Dekan Wilhelm Zirkelbach                                                            | 1961–1981                              |
| Dekan Oskar Pflüger                                                                 | 1982–2005                              |
| Dekan Thomas Keßler                                                                 | seit 2005                              |

## Evangelische Kirche

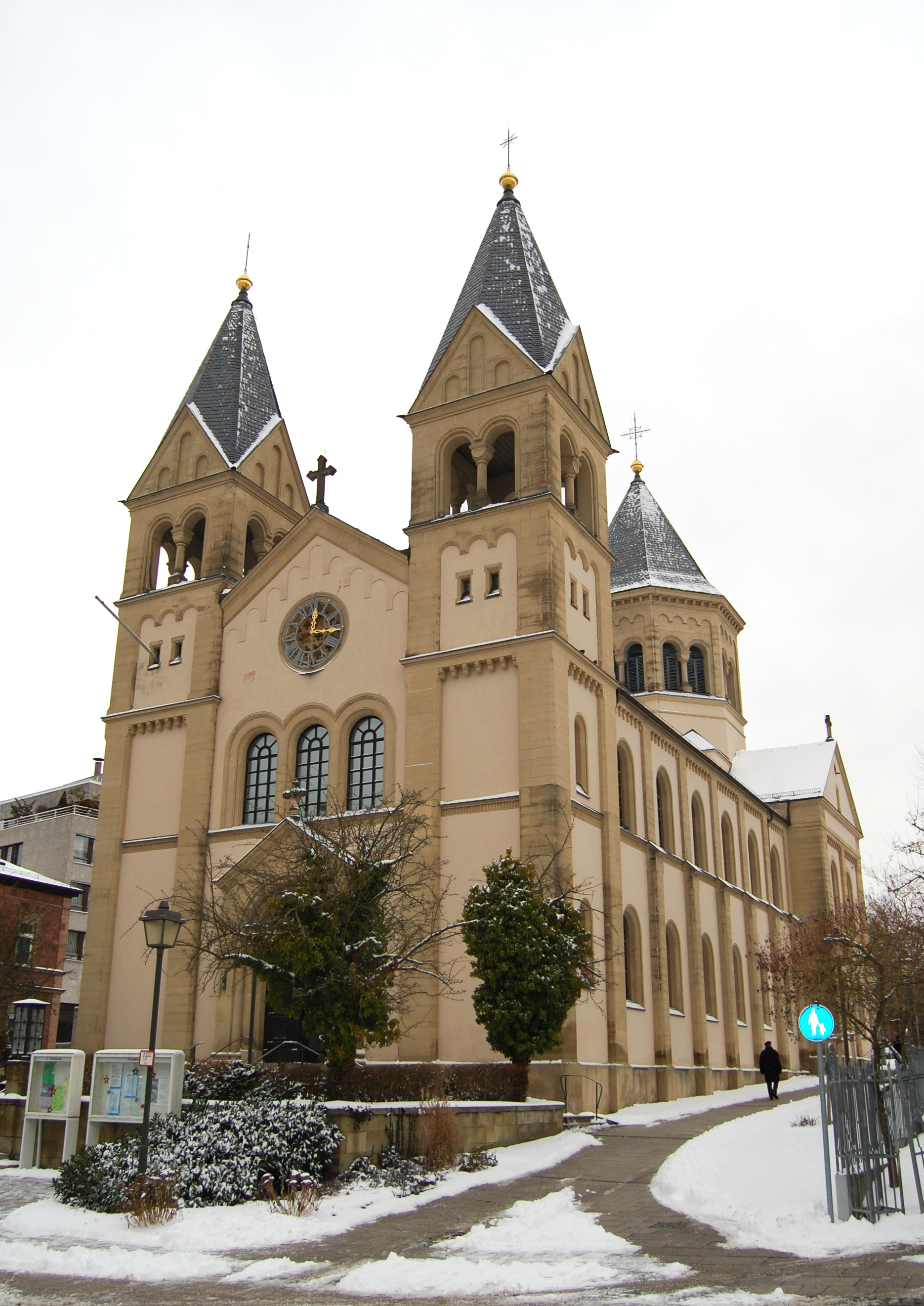
Evang. Erlöserkirche

Lange Zeit gab es in Kissingen nur wenige Bürger evangelischen Glaubens. Für das Jahr 1578 ist ein „Protestantischer Diakonus“ namens Nicolaus Nicander verbürgt. Die im Jahr 1803 einsetzende Säkularisation ermöglichte ein auch durch den Kurbetrieb gefördertes Anwachsen der evangelischen Gemeinde im Ort.
Durch die steigende Zahl von evangelischen Kurgästen veranlasst, beauftragte König Ludwig I., der mit der evangelischen Prinzessin Therese von Sachsen-Hildburghausen verheiratet war, den Architekten Friedrich von Gärtner, der in den 1830er Jahren im Auftrag des Königs das Kurviertel mit dem Arkadenbau errichtet hatte, auch mit dem Bau der 1847 eingeweihten und 1891 erweiterten Erlöserkirche. Ab 1. März 1850 war Kissingen Vikariat; dieses wurde sechs Jahre später selbständig und am 28. Juni 1864 von König Ludwig II. zur Pfarrei erhoben. Heute hat die evangelische Gemeinde von Bad Kissingen und Umgebung etwa 8.000 Mitglieder.

## Anglikanische Kirche

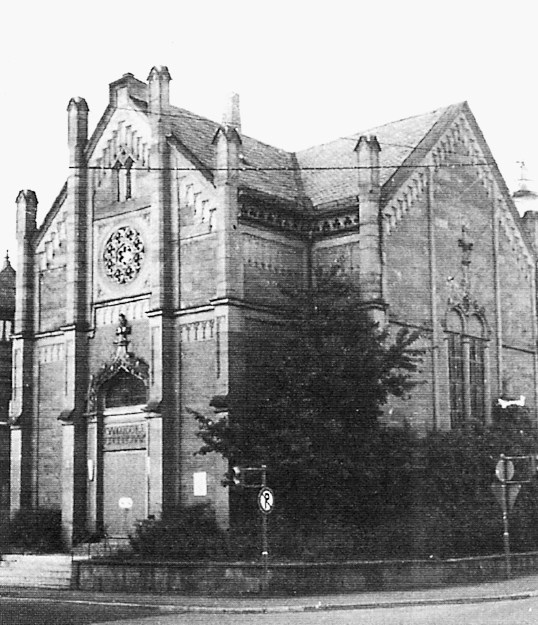
Die Anglikanische Kirche
bestand von 1862 bis 1968

In der zweiten Hälfte des 19. Jahrhunderts entstanden auf Grund zahlreicher Kurgäste aus Großbritannien erste Pläne zum Bau eines anglikanischen Gotteshauses. 1862 wurde in der Salinenstraße die durch Spenden finanzierte anglikanische Kirche eingeweiht. Der Erste Weltkrieg sorgte für einen Einbruch in den Zahlen der aus Großbritannien kommenden Kurgäste.
1953 wurde das Kirchengebäude von der evangelischen Gemeinde aufgekauft; ein Jahr später entstand aus ihm ein provisorisches Gemeindehaus. Auf Grund von Schäden am Fundament wurde es 1968 abgerissen; an seiner Stelle steht heute das evangelische Gemeindehaus.

## Russisch-Orthodoxe Kirche

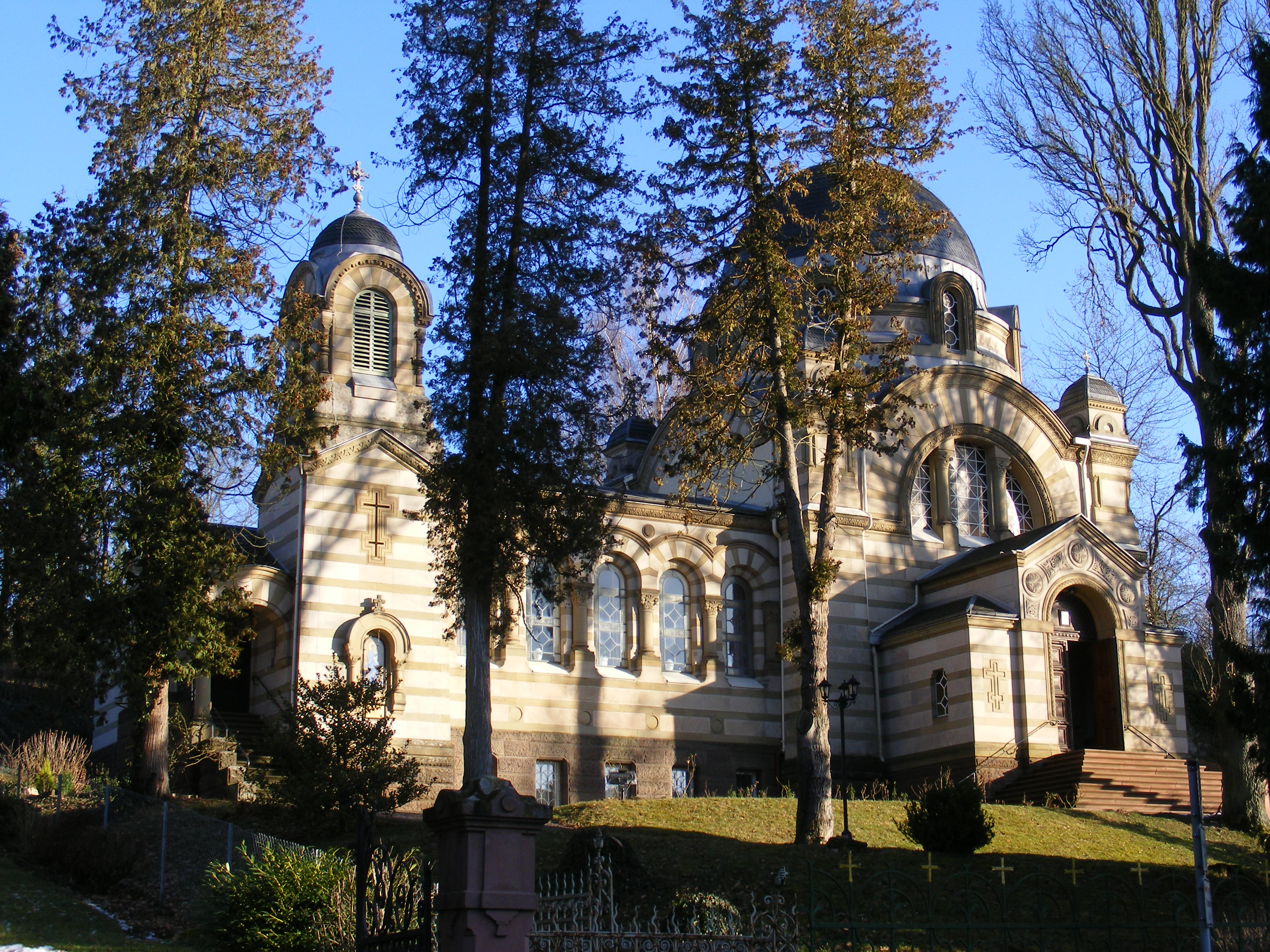
Russisch-Orthodoxe Kirche

Erste Pläne, ein russisches Gotteshaus in Kissingen zu errichten, gab es 1856, doch zerschlugen sich diese; man wollte dem russischen Zaren Alexander II. den Kirchenbau anlässlich seines Besuchs der Stadt schenken, doch dieser kam nicht zustande. Da durch zwei spätere Kuraufenthalte des Zaren in der Kurstadt und durch eine Eisenbahnlinie zwischen Russland und Deutschland die Zahl russischer Kurgäste gestiegen war, kam es am 20. Juli 1898 schließlich doch noch zur Grundsteinlegung für die Kirche des Sergius von Radonesch.
Der Erste und Zweite Weltkrieg brachten das russische Gemeindeleben in Bad Kissingen zeitweise zum Erliegen. Nach dem Zweiten Weltkrieg verlegte der russische Wohltätigkeitsverein „Bruderschaft des heiligen Fürsten Wladimir“ seinen Sitz 1961 nach Bad Kissingen. Einen Aufschwung erfuhr das russische religiöse Leben in der Kurstadt durch die Einwanderung deutschstämmiger Aussiedler aus der früheren Sowjetunion nach dem Fall des Eisernen Vorhangs.

## Judentum

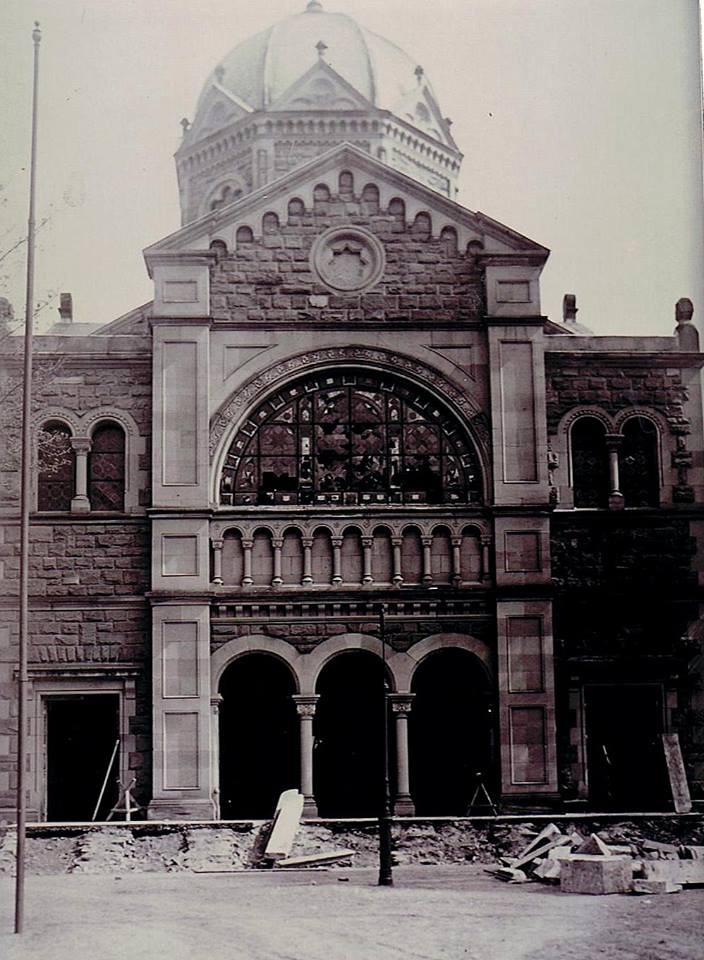
Neue Synagoge nach dem Brand 1938. Trotz reparabler Schäden nach Stadtrats-beschluss 1939 abgebrochen

Erste jüdische Einwohner gab es im 13. Jahrhundert. Seit dem Rintfleisch-Pogrom von 1298 lebten sie als Schutzjuden in Kissingen, u. a. des Adelsgeschlechtes von Erthal, was zur Ghettoisierung führte. Die Situation besserte sich erst durch das Bayerische Judenedikt von 1813. 1839 entstand das Distriktsrabbinat Bad Kissingen. Als Ersatz für das 1705 entstandene jüdische Gotteshaus wurde 1851/52 die Alte Synagoge errichtet. 1902 entstand in der Promenadestraße die Neue Synagoge als repräsentatives Bauwerk, als Gastgeber jüdischer Kurgäste. Die Alte Synagoge wurde 1928 abgerissen. 1925 gehörte die Gemeinde mit 504 Mitgliedern zu den zehn größten jüdischen Gemeinden Bayerns.
1934 sorgte die Schwimmbadaffäre für internationales Aufsehen, als der Stadtrat Juden den Zutritt zum städtischen Schwimmbad verweigerte, woraufhin zahlreiche jüdische Kurgäste der Stadt fernblieben. Bei den Novemberpogromen 1938 kam es zu Beschädigungen der Neuen Synagoge. Trotz reparabeler Schäden ließ sie der Bad Kissinger Stadtrat 1939 abreißen. 1942 kam es zu Deportationen jüdischer Einwohner nach Izbica und Theresienstadt, wodurch 69 Kissinger Juden ums Leben kamen.
Nach Kriegsende gab es keine Einwohner jüdischen Glaubens mehr, die Gemeinde hörte auf zu existieren. Später wohnten wieder 25 Juden im Ort. 1959 entstand in der Promenadestraße ein Betsaal und 1993 in der Rosenstraße mit dem Kurheim Eden-Park das einzige koscher geführte Gästehaus in Deutschland.
Am 8. Oktober 2008 beschloss der Stadtrat von Bad Kissingen, im Rahmen des Stolpersteine-Projektes zum Gedenken an Opfer des Nazi-Regimes auch Stolpersteine in der Kurstadt zu verlegen. Daraufhin formierte sich die Bürger-Initiative Bad Kissinger Stolpersteine. Am 19. Juni 2009 wurden die ersten Stolpersteine in der Kurstadt zur Erinnerung an Opfer des Nazi-Regimes vor deren letztem Wohnhaus oder letzter Wirkungsstätte im Bürgersteig verlegt. Aktuell gibt es 51 Stolpersteine in Bad Kissingen (Stand: Mai 2012).
| Name                                                                      | Daten        | Beruf/Anmerkung | Todesursache                                                  | Standort                         |
| ------------------------------------------------------------------------- | ------------ | --- | ------------------------------------------------------------- | -------------------------------- |
| Philipp Münz mit Sohn Alfred                                              | 1864–1944    | Allgemeinmediziner und Badearzt, Gründer und leitender Arzt der Israelitischen Kinderheilstätte                                         | Tod im KZ Theresienstadt                                      | Theresienstraße 1                |
| Siegfried Wahle                                                           | 1869–1941    | Sanitätsrat, Allgemeinmediziner | Deportiert ins KZ Kauen                                       | Ludwigstraße 9                   |
| Otto Goldstein                                                            | 1889–1933    | Kaufmann, Unternehmer, Stadtrat | Suizid nach Amtsenthebung                                     | Rathausplatz 1 (vor dem Rathaus) |
| Sally Mayer mit Ehefrau Irma, geb. Bretzfelder                            | 1889–1944(?) | Allgemeinmediziner und Badearzt, Leiter des Kranken- und Altersheimes der Israelitischen Kranken- und Pfründnerhausstiftung in Würzburg | Deportation ins KZ Theresienstadt und weiter ins KZ Auschwitz | Kurhausstraße 12                 |
| Gustav Neustädter mit Ehefrau Paula, geb. Bacharach, und Sohn Ernst David | 1892–?       | Letzter Vorsteher der Jüdischen Kultusgemeinde, Gründer des Schochtimverbandes Bayern                                                   | Deportiert ins Ghetto Izbica                                  | Promenadestraße 2                |
| Ludwig Loewenthal mit Sohn Willi                                          | 1898–1944    | Bankier | Tod im KZ Theresienstadt                                      | Ludwigstraße 5                   |

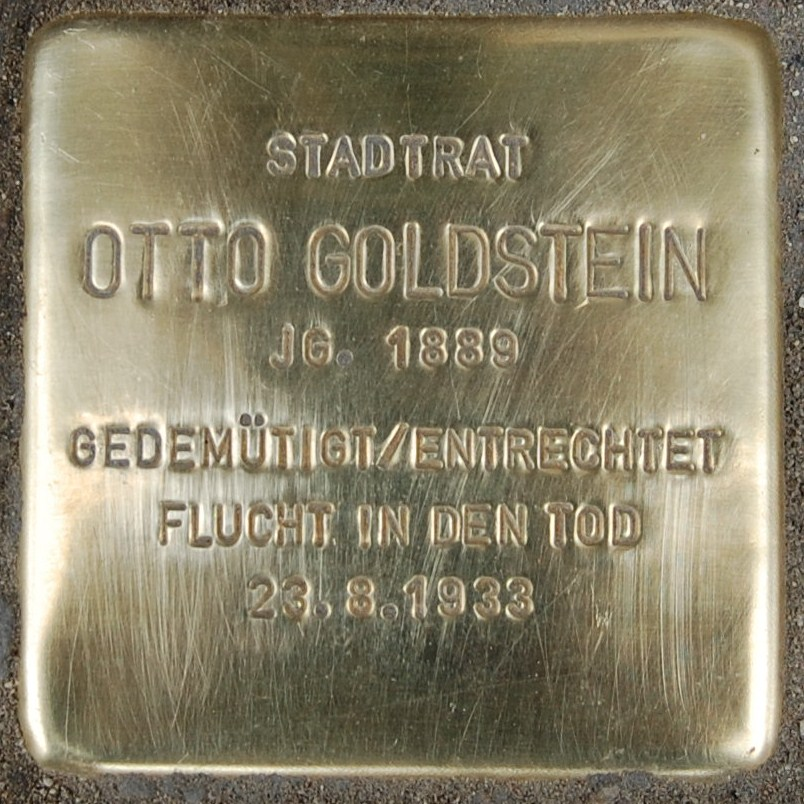
Stolperstein für Otto Goldstein
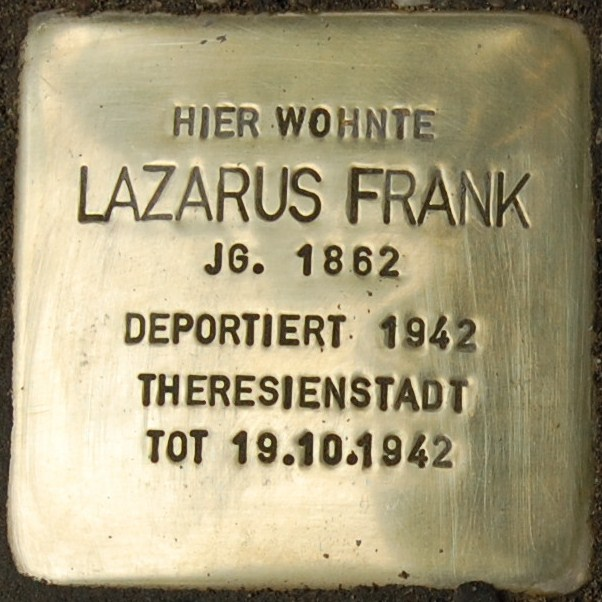
Stolperstein für Lazarus Frank
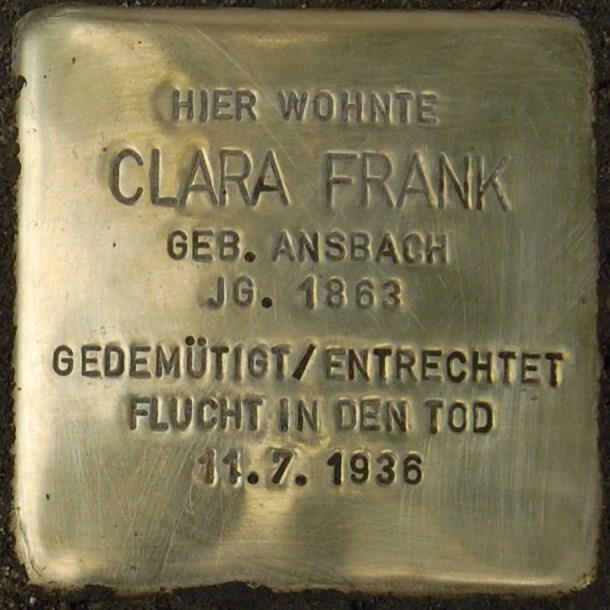
Stolperstein für Clara Frank
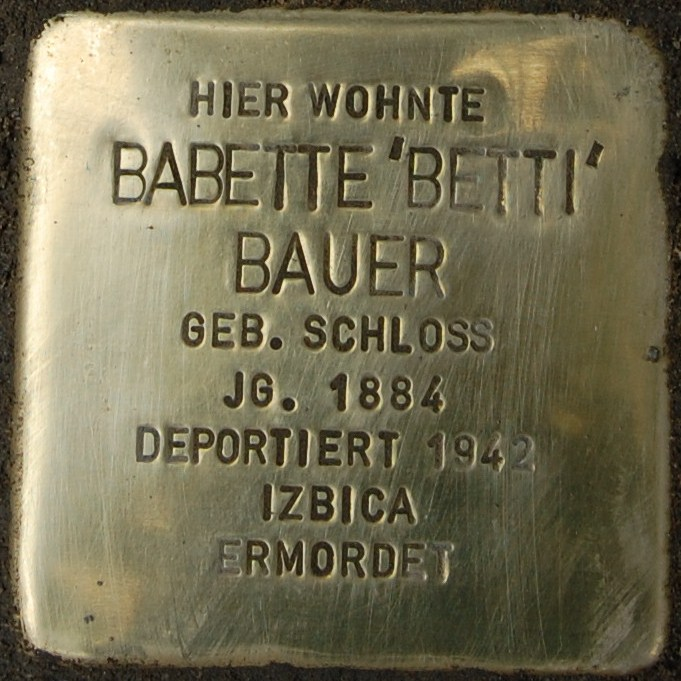
Stolperstein für Babette Bauer